# Romitia andina
Romitia andina là một loài nhện trong họ Salticidae.
Loài này thuộc chi Romitia. Romitia andina được Władysław Taczanowski miêu tả năm 1878.